# Nuisement-sur-Coole
Nuisement-sur-Coole település Franciaországban, Marne megyében. Lakosainak száma 385 fő (2022. január 1.). Nuisement-sur-Coole Écury-sur-Coole, Breuvery-sur-Coole, Cheniers és Soudron községekkel határos.

## Népesség
A település népességének változása:
| Lakosok száma | 178  | 246  | 282  | 307  | 337  | 345  | 358  | 367  | 375  | 385  |
|               | 1968 | 1982 | 1990 | 2006 | 2013 | 2015 | 2017 | 2019 | 2020 | 2022 |